# Bolivaritettix guibeiensis
Bolivaritettix guibeiensis är en insektsart som beskrevs av Zheng, Z. och G. Jiang 1994. Bolivaritettix guibeiensis ingår i släktet Bolivaritettix och familjen torngräshoppor. Inga underarter finns listade i Catalogue of Life.